# Маук (Новосибирская область)
Маук — исчезнувшая деревня в Барабинском районе Новосибирской области. Входила в состав Таскаевского сельсовета. Исключена из учётных данных в 2009 г.

## География
Площадь деревни — 7 гектар.

## История
Основана в 1623 г. В 1926 году состояла из 71 хозяйства. Центр Маукского сельсовета Барабинского района Барабинского округа Сибирского края.

## Население
По переписи 1926 г. в деревне проживал 421 человек (201 мужчина и 220 женщин), основное население — русские

## Инфраструктура
В деревне по данным на 2007 год отсутствовала социальная инфраструктура.